# الهيئة العليا المستقلة للانتخابات (تونس)

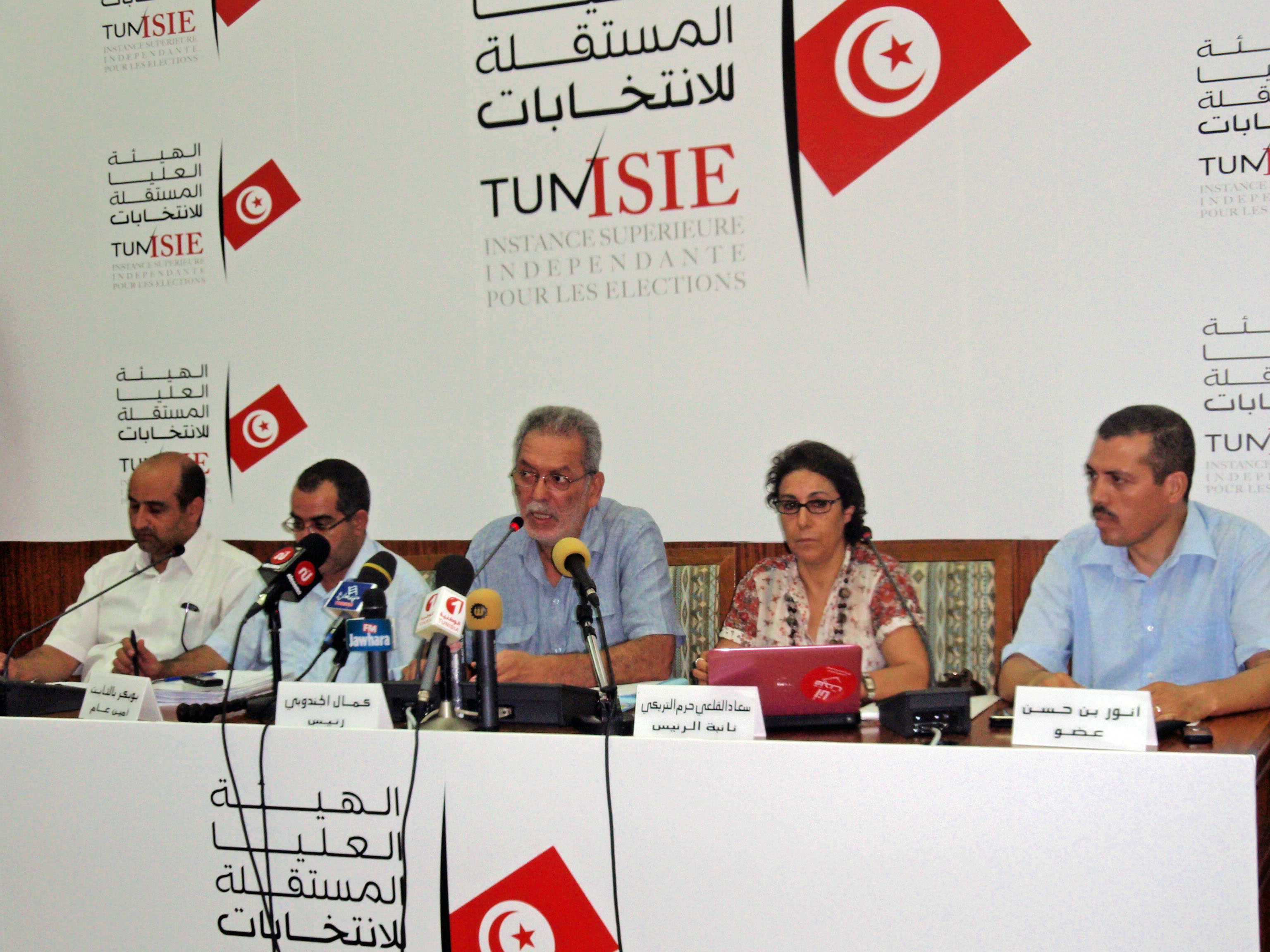
مؤتمر صحفي لهيئة 2011 يقوده رئيسها كمال الجندوبي

الهيئة العليا المستقلة للانتخابات هي الهيئة المسؤولة عن تنظيم الانتخابات في تونس، تم تأسيسها في 18 أبريل 2011, ومقرها تونس العاصمة.تم إنشائها من قبل الهيئة العليا لتحقيق أهداف الثورة والإصلاح السياسي والانتقال الديمقراطي وذلك أشهر قليلة بعد الثورة التونسية التي أطاحت بالرئيس زين العابدين بن علي ونظامه. وتحل الهيئة محل وزارة الداخلية التي أشرفت على الانتخابات منذ 1956 وحتى تأسيس هذه الهيئة. أول انتخابات تنظمها هذه الهيئة كانت في أكتوبر 2011 وهي انتخابات المجلس الوطني التأسيسي.

## المهام
المهام الرئيسية للهيئة هي:
- تسجيل الناخبين والقوائم الانتخابية.
- التحضير للانتخابات ومراكز الاقتراع بالداخل والخارج وتقسيم الدوائر الانتخابية.
- ضمان الشفافية في الانتخاب وفي الفرز.
- فرز وإعلان النتائج.

## الهيئات الفرعية
في تونس
المقر المركزي للهيئة يقع في 5 نهج جزيرة سردينيا في ضفاف البحيرة في تونس العاصمة. بينما لديها 27 هيئة فرعية في كل دائرة من الدوائر الانتخابية على تراب الجمهورية التونسية.
في الخارج
لدي الهيئة 6 هيئات فرعية في كل من الدوائر الانتخابية الستة خارج تونس.

تتولى الهيئة تعيين أعضاء الهيئات الفرعية بالدوائر الانتخابية للتونسيين بالخارج:
- الهيئة الفرعية للدائرة الانتخابية الأولى بفرنسا (باريس، بانتان وستراسبورغ) ومقرها بباريس.
- الهيئة الفرعية للدائرة الانتخابية الثانية بفرنسا (مرسيليا، تولوز، غرونوبل، ليون ونيس) ومقرها بمرسيليا.
- الهيئة الفرعية للدائرة الانتخابية بألمانيا ومقرها ببرلين.
- الهيئة الفرعية للدائرة الانتخابية بإيطاليا ومقرها بروما.
- الهيئة الفرعية للدائرة الانتخابية لباقي دول أوروبا والأمريكتين ومقرها بمونتريال.
- الهيئة الفرعية للدائرة الانتخابية لباقي دول العالم والعالم العربي ومقرها بأبوظبي.

على كل تونسي مقيم بالخارج يرغب في تعيينه ضمن هذه الهيئات الفرعية تقديم مطلب ترشح يتضمن الاسم واللقب وتاريخ الولادة والعنوان والمهنة والمستوى العلمي ونسخة من بطاقة التعريف الوطنية أو جواز السفر ونسخة من البطاقة القنصلية، ويتعيّن أن تتوفر فيه شروط الترشح التالية:
- أن يكون للمترشح صفة الناخب أو الناخبة.
- أن يكون له خبرة في مجال الانتخابات.
- أن يتمتع بالكفاءة والحياد والاستقلالية والنزاهة.
- التفرغ لممارسة المهام صلب الهيئة.
- عدم تحمّل مسؤولية صلب حزب التجمع الدستوري الديمقراطي خلال العشر سنوات الأخيرة أو التورط في مناشدة رئيس الجمهورية السابق (زين العابدين بن علي) الترشح لولاية رئاسية جديدة لسنة 2014.

## الهيئة الأولى

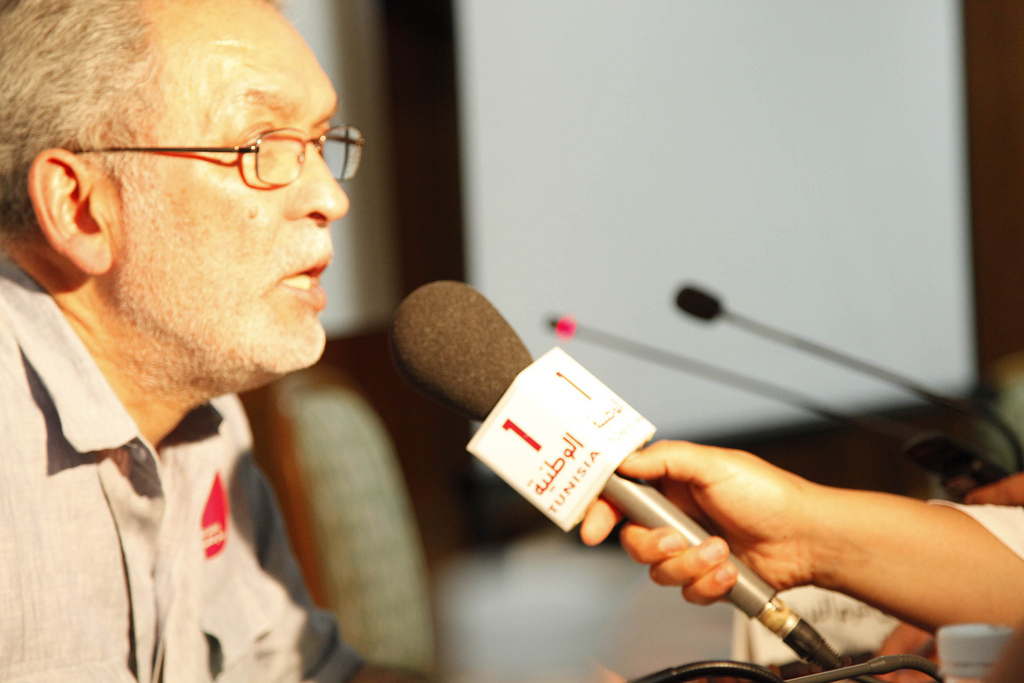
كمال الجندوبي, رئيس هيئة إنتخابات 2011

أسماء الشخصيات أسفله هم أعضاء الهيئة المشرفة على إنتخابات المجلس الوطني التأسيسي التونسي سنة 2011, و الذين تم انتخابهم من قبل الهيئة العليا لتحقيق أهداف الثورة والإصلاح السياسي والانتقال الديمقراطي.

وقد أختيروا على أساس تمثيل عدة قطاعات كالأتي:
- اختيار 3 قضاة من جملة ستة قضاة، ثلاثة تقترحهم جمعية القضاة التونسيين، وثلاثة تقترحهم نقابة القضاة التونسيين، حيث يكون إثنين منهم من دائرة المحاسبات، وإثنين من المحكمة الإدارية، وإثنين من نوع ثالث من المحاكم.
- ثلاثة محامين من جملة ستة محامين تقترحهم الهيئة الوطنية للمحامين بتونس.
- كاتب عدل مختار من قائمة لكاتبي عدل مقترحة من الغرفة الوطنية لكتاب العدل.
- عدل منفذ من جمة عدلين منفذين تقترحهم الهيئة الوطنية للعدول المنفذين.
- محاسب واحد يختار من قائمة لمحاسبين إثنين تقترحهم الهيئة الوطنية للخبراء المحاسبين.
- عضو مختص في الإعلام والإتصال يختار من جملة عضوين إثنين تقترحهم النقابة الوطنية للصحفيين التونسيين.
- مرشحين إثنين يختاروا من قبل القوائم المقدمة من المنظمات الغير حكومية المعنية بحقوق الإنسان.
- عضو يمثل التونسيون في الخارج يختار من قبل الترشيحات المقدمة من المهتمين.
- عضو مختص في الإعلامية والحوسبة يختار من قبل الترشيحات المقدمة من المهتمين.
- أستاذين جامعيين يختاران من قبل التشرحات المقدمة.

وفي النهاية كان أعضاء الهيئة هم:
| - كمال الجندوبي (الرئيس) - سعاد التريكي القلعي - بوبكر بالثابت - نبيل بفون | - محمد الفاضل محفوظ - رضا تورخاني - عمر تونكتي - سامي بن سلامة | - محمد بن سالم - مراد بن مويلي - عبد الرحمن هذيلي - منية العابد | - العربي شويخة - أنور بن حسن - محمد الصغير العاشوري - زكي رحموني |

## الهيئة الثانية
الهيئة الأولى الملغاة
تم انتخاب أعضاء الهيئة أيام 19 و 20 يوليو 2013. يذكر أن الهيئة تتكون من 9 أعضاء تم انتخابهم من بين 36 مترشح بعد عملية فرز الترشحات الأولى التي تم تلقي فيها المئات من المطالب، والمهمة الرئيسية للهيئة هي التحضير والإشراف على الانتخابات التشريعية والرئاسية التونسية 2014.

لم يتبقَ للمجلس سوى اِنتخاب العضو التاسع ولكن قبل انتخابه بيوم تم اغتيال النائب محمد البراهمي ولذلك تم تأجيل تعيين هذا العضو بعد مرور البلاد بأزمة سياسية، وبعد ذلك تم إلغاء هذه الهيئة وإعادة انتخاب هيئة أخرى تحصلت على توافقت من أغلب الأحزاب التونسية.

و أعضاء الهيئة هم:
| - شفيق صرصار - نبيل بفون - مراد بن مولى | - رياض بوحوش - خمائل فنيش - كمال بن مسعود | - لمياء الزرقوني - فوزية إدريس |

الهيئة الرسمية

شعار الانتخابات الرئاسية والتشريعية لسنة 2014 الموضوع من قبل الهيئة.

تم انتخاب كل أعضاء الهيئة يوم 8 يناير 2014 على كامل النهار، بعد حصول توافقت حول الأعضاء بين الأحزاب السياسة في المجلس الوطني التأسيسي، تم التصويت في قاعة الجلسات العامة. مهمة هذه الهيئة هو الإشراف على الانتخابات التشريعية التونسية 2014 والانتخابات الرئاسية التونسية 2014.
أعضاء هذه الهيئة هم:
| - شفيق صرصار (الرئيس) - لمياء الزرقوني - كمال التوجاني | - أنور بن حسن - فوزية الدريسي - مراد بن مولى | - نبيل بفون - رياض بوحوشي - خمائل فنيش |

تم انتخاب رئيس الهيئة من قبل المجلس التأسيسي في 9 يناير 2014، وأفضت النتائج إلى انتخاب شفيق صرصار لرئاسة الهيئة العليا المستقلة للانتخابات ب153 صوت من أصل 203. وقد حصل بقية المترشحين على الأصوات التالية: مراد بن مولي 10 أصوات وفوزية الدريسي 1 صوت ورياض بوحوشي 7 أصوات ولمياء الزرقوني 37 صوت.

## تجديد الأعضاء
في 17 و18 يناير 2017، انتخب مجلس نواب الشعب ثلاثة أعضاء جدد في الهيئة هم محمد التليلي المنصري (محامي) وعادل البرينصي (الاتصال) ونبيل العزيزي (التونسيين بالخارج)، لتعويض ثلاثة أعضاء وقعت عليهم القرعة لتجديد مجلس الهيئة وهم فوزية الدريسي وكمال التوجاني وخمائل فنيش. أشرف رئيس الجمهورية الباجي قايد السبسي يوم الأربعاء 9أوت 2017 بقصر قرطاج على موكب أداء اليمين للعضو المنتخب للهيئة العليا المستقلة للانتخابات عن صنف قاضي عدلي.
يوم الثلاثاء 26 سبتمبر 2017، أشرف الرئيس السابق الباجي قايد السبسي، بقصر قرطاج على موكب أداء اليمين للعضوين الجديدين للهيئة العليا المستقلة للانتخابات، نجلاء براهم أنيس الجربوعي.
وذلك بعد فوز المترشح انيس الجربوعي في إنتخابات سد الشغورات في صنف الأساتذة الجامعيين يوم الأربعاء 20 سبتمبر 2017. وحصوله على 156 صوتا من جملة 167 نائب.

## أزمة 2017
في 9 مايو 2017، وثمانية أشهر قبل الانتخابات البلدية، أعلن رئيس الهيئة شفيق صرصار واثنين من زملائه مراد بن مولي ولمياء الزرقوني استقالتهم، وذلك بسبب مشاكل داخل مجلس الهيئة إثر انتخاب 3 أعضاء جدد من قبل مجلس نواب الشعب. في 17 مايو، عين أنور بن حسن رئيسا بالنيابة. 

بعد عدة أيام، أعلنت دائرة المحاسبات عن وجود عدة إخلالات وتجاوزات بهيئة الانتخابات، وقالت فضيلة القرقوري عضو دائرة المحاسبات إن هذه الإخلالات طالت إدارة الهيئة لشؤونها الإدارية والمالية، وتعلقت أساسا بسياسة التصرف في الموارد البشرية، وبطريقة تأدية النفقات وترشيدها، إضافة إلى آليات المحافظة على الممتلكات. 

في 14 نوفمبر، تم انتخاب محمد التليلي المنصري رئيسا للهيئة من قبل مجلس نواب الشعب بعد حصوله على 115 صوتا بدعم من نداء تونس وحركة النهضة والاتحاد الوطني الحر.

## الهيئة الحالية
في 9 مايو 2022، أصدر الرئيس قيس سعيد الأمر الرئاسي عدد 459 لسنة 2022، يتعلّق بتسمية أعضاء مجلس الهيئة العليا المستقلة للانتخابات حيث جرى استبعاد الهيئة السابقة برئاسة نبيل بفون وتعيين العضو السابق فاروق بوعسكر رئيسا للهيئة الجديدة.
| - فاروق بوعسكر (رئيس) - ماهر الجديدي (عضو/ نائب رئيس) - سامي بن سلامة (عضو: مايو – أغسطس 2022) | - محمد التليلي منصري (عضو/ الناطق الرسمي) - الحبيب الربعي (عضو: مايو – يونيو 2022) - محمود الواعر (عضو) | - محمد نوفل الفريخة (عضو) |

بالنسبة للعضو سامي بن سلامة فقد جرى استبعاده من عضوية الهيئة في أغسطس 2022 أما الحبيب الربعي فقد قدم استقالته في يونيو 2022.

## الرؤساء
| الرئيس | الرئيس                                                  | الرئيس                                                  | بداية العهدة                                            | نهاية العهدة                                            | الانتخابات التي أشرف عليها |
| ------ | ------------------------------------------------------- | ------------------------------------------------------- | ------------------------------------------------------- | ------------------------------------------------------- | --- |
| 1      |                                                         | كمال الجندوبي                                           | 18 أبريل 2011                                           | 9 يناير 2014                                            | انتخابات المجلس الوطني التأسيسي التونسي 2011                                                                                          |
| 2      |                                                         | شفيق صرصار                                              | 9 يناير 2014                                            | 17 مايو 2017                                            | الانتخابات التشريعية التونسية 2014 الانتخابات الرئاسية التونسية 2014 انتخابات المجلس الأعلى للقضاء 2016                               |
| -      | أنور بن حسن (رئيس بالنيابة) بين 17 مايو و14 نوفمبر 2017 | أنور بن حسن (رئيس بالنيابة) بين 17 مايو و14 نوفمبر 2017 | أنور بن حسن (رئيس بالنيابة) بين 17 مايو و14 نوفمبر 2017 | أنور بن حسن (رئيس بالنيابة) بين 17 مايو و14 نوفمبر 2017 | أنور بن حسن (رئيس بالنيابة) بين 17 مايو و14 نوفمبر 2017                                                                               |
| 3      |                                                         | محمد التليلي المنصري                                    | 14 نوفمبر 2017                                          | 2 فبراير 2019                                           | الانتخابات البلدية التونسية 2018 |
| 4      |                                                         | نبيل بفون                                               | 2 فبراير 2019                                           | 9 مايو 2022                                             | الانتخابات التشريعية التونسية 2019 الانتخابات الرئاسية التونسية 2019                                                                  |
| 5      |                                                         | فاروق بوعسكر                                            | 9 مايو 2022                                             | الآن                                                    | الاستفتاء الدستوري التونسي 2022 الانتخابات التشريعية التونسية 2022 الانتخابات المحلية التونسية 2023 الانتخابات الرئاسية التونسية 2024 |

## مقالات ذات صلة
- الانتخابات في تونس
- الانتخابات التشريعية التونسية